# Ranger of Cherokee Strip
Ranger of Cherokee Strip è un film del 1949 diretto da Philip Ford.
È un western statunitense ambientato in Kansas negli anni 1890 con Monte Hale, Paul Hurst e Alix Talton.

## Produzione
Il film, diretto da Philip Ford su una sceneggiatura di Robert Creighton Williams e un soggetto di Earle Snell, fu prodotto da Melville Tucker per la Republic Pictures e girato nell'Iverson Ranch a Chatsworth, Los Angeles, California, dal luglio 1949.

## Distribuzione
Il film fu distribuito negli Stati Uniti dal 4 novembre 1949 al cinema dalla Republic Pictures. È stato distribuito anche in Brasile con il titolo O Fugitivo Vingador.

## Promozione
Le tagline sono:
- BLAZING SIX-GUN ADVENTURE! In the Badlands of Oklahoma!
- FLAMING ADVENTURE on the WILD FRONTIERS!... when fast guns brought quicker justice!
- MONTE'S GUNS ROAR A DEADLY CHALLENGE TO CHAMPION A DESPERATE CAUSE! Flaming action on the wild frontier... with all the thrills of the Indian warfare that shook the early west!